# Leanda Cave
Leanda Cave (Louth, 9 marzo 1978) è una triatleta britannica.

## Carriera

### Gli inizi
Si affaccia sui campi di gara internazionali nel 1996 ai Campionati del mondo di Cleveland, categoria junior, dove si classifica al 18º posto assoluto.
Nel 1997 partecipa alla gara di coppa del mondo di Sydney raggiungendo un 25º posto assoluto.
Nel 1998 ottiene un brillante 8º posto ai Campionati del mondo di Losanna, sempre nella categoria junior.
È nel 2001 che comincia a farsi notare nella categoria Élite, classificandosi 8º assoluta agli europei di Karlovy Vary e 17° assoluta ai mondiali di Edmonton.

### La consacrazione
Il 2002 è per Leanda un anno di grazia. Si laurea campionessa del mondo a Cancun, vince la medaglia d'argento sia ai Giochi del Commonwealth di Manchester che agli Europei di Gyor.

### Il passaggio alle lunghe distanze
La lunga ascesa inizia con il 2º posto all'Half Ironman di Saint Croix (Isole Vergini) nel 2005 ed il 4º posto assoluto ai mondiali 70.3 di Clearwater del 2006.
Si laurea campionessa del mondo Long Distance a Lorient in Francia nel 2007. Vince il bronzo ai mondiali 70.3 di Clearwater dello stesso anno.
Oltre alle tre vittorie consecutive all'Ironman 70.3 della Florida (2008, 2009, 2010), sono degne di nota le due vittorie all'Escape from Alcatraz di San Francisco (2007 e 2008) ed un 2º posto nella stessa gara del 2009.

## Titoli
- Campionessa del mondo di triathlon (Élite) - 2002
- Campionessa del mondo di triathlon Long Distance (Élite) - 2007
- Ironman 70.3
  - Florida - 2008, 2009, 2010